# Leichtathletik-Weltmeisterschaften 1983/Hammerwurf der Männer

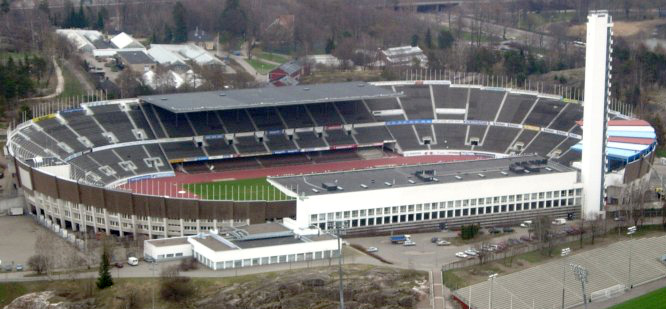
Das Olympiastadion in Helsinki

Der Hammerwurf der Männer bei den Leichtathletik-Weltmeisterschaften 1983 fand am 8. und 9. August 1983 in Helsinki, Finnland, statt.
33 Athleten aus 19 Ländern nahmen an dem Wettbewerb teil. Die Goldmedaille gewann der Olympiazweite von 1980, EM-Dritte von 1982 und Weltrekordinhaber Sergei Litwinow aus der Sowjetunion mit 82,68 m. Silber ging mit 80,94 m an seinen Landsmann Jurij Sjedych, den zweifachen Olympiasieger (1976/1980) und zweifachen Europameister (1978/1982). Die Bronzemedaille sicherte sich der Pole Zdzisław Kwaśny mit 79,42 m.

## Rekorde
Vor dem Wettbewerb galten folgende Rekorde:
| Weltrekord               | Sergei Litwinow                                                             | 84,14 m                                                                     | Moskau, Sowjetunion                                                         | 21. Juni 1983                                                               |
| Weltmeisterschaftsrekord | Es gab noch keine WM-Rekorde, die Veranstaltung wurde erstmals ausgetragen. | Es gab noch keine WM-Rekorde, die Veranstaltung wurde erstmals ausgetragen. | Es gab noch keine WM-Rekorde, die Veranstaltung wurde erstmals ausgetragen. | Es gab noch keine WM-Rekorde, die Veranstaltung wurde erstmals ausgetragen. |

Der WM-Rekord wurde nach und nach auf zuletzt 82,68 m gesteigert (Sergei Litwinow, Sowjetunion, im Finale am 9. August 1983).

## Legende
Kurze Übersicht zur Bedeutung der Symbolik – so üblicherweise auch in sonstigen Veröffentlichungen verwendet:
| – | Versuch ausgelassen |
| x | Fehlversuch         |

## Qualifikation
8. August 1983
Die Qualifikationsweite betrug mindestens 73,50 m, um direkt ins Finale einzuziehen. Elf Athleten schafften diese Marke oder warfen weiter, sie sind hellblau unterlegt. Ein weiterer Werfer (hellgrün unterlegt) – die Anzahl der Athleten sollte mindestens zwölf sein – qualifizierte sich mit der nächstbesten Weite für das am darauffolgenden Tag stattfindende Finale.

### Gruppe A
| Platz | Athlet              | Land                            | 1. Versuch (m) | 2. Versuch (m) | 3. Versuch (m) | Weite (m) |
| ----- | ------------------- | ------------------------------- | -------------- | -------------- | -------------- | --------- |
| 1     | Zdzisław Kwaśny     | Polen                           | 73,08          | 73,36          | 75,78          | 75,78     |
| 2     | Jurij Sjedych       | Sowjetunion                     | 75,52          | –              | –              | 75,52     |
| 3     | Juha Tiainen        | Finnland                        | 72,66          | 75,02          | –              | 75,02     |
| 4     | Emanuil Djulgerow   | Bulgarien                       | 74,74          | –              | –              | 74,74     |
| 5     | Klaus Ploghaus      | BR Deutschland                  | 74,46          | –              | –              | 74,46     |
| 6     | Igor Nikulin        | Sowjetunion                     | 74,06          | –              |                | 74,06     |
| 7     | Roland Steuk        | Deutsche Demokratische Republik | 73,68          | –              | –              | 73,68     |
| 8     | Frantisek Vrbka     | Tschechoslowakei                | 68,06          | 71,72          | 70,34          | 71,72     |
| 9     | Robert Weir         | Vereinigtes Königreich          | 71,62          | 70,72          | 68,24          | 71,62     |
| 10    | Shigenobu Murofushi | Japan                           | 71,42          | x              | x              | 71,42     |
| 11    | Ed Burke            | Vereinigte Staaten              | 67,72          | 69,12          | 68,70          | 69,12     |
| 12    | Matthew Mileham     | Vereinigtes Königreich          | x              | 67,12          | x              | 67,12     |
| 13    | Kjell Bystedt       | Schweden                        | 65,84          | 64,72          | 65,86          | 65,86     |
| 14    | Hakim Toumi         | Algerien                        | 65,54          | 63,92          | 63,98          | 65,54     |
| 15    | Xie Yingqi          | Volksrepublik China             | 65,54          | 65,54          | 63,04          | 65,54     |
| 16    | Declan Hegarty      | Irland                          | 65,46          | x              | 64,12          | 65,46     |
|       | Henryk Królak       | Polen                           | x              | x              | x              | NM        |

### Gruppe B

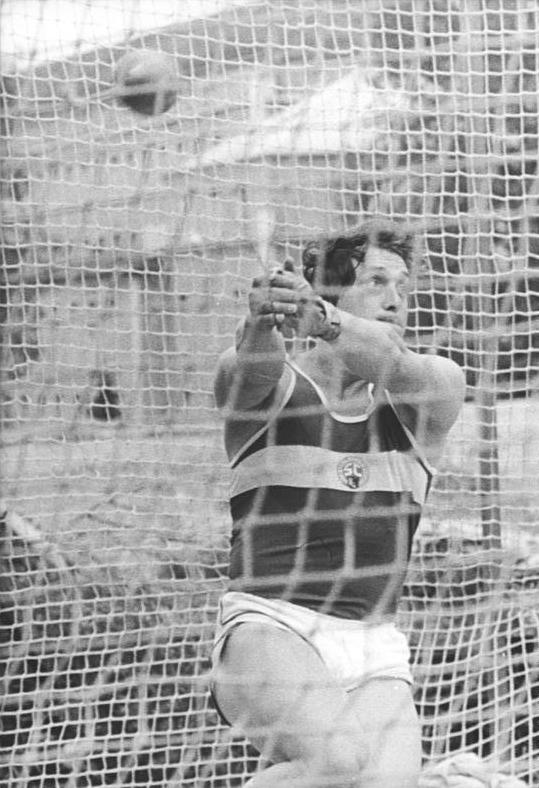
Ralf Haber Blieb ohne gültigen Versuch bereits in der Qualifikation auf der Strecke

| Platz          | Athlet                          | Land                            | 1. Versuch (m) | 2. Versuch (m) | 3. Versuch (m) | Weite (m) |
| -------------- | ------------------------------- | ------------------------------- | -------------- | -------------- | -------------- | --------- |
| 1              | Sergei Litwinow                 | Sowjetunion                     | 78,50          | –              | –              | 78,50 CR  |
| 2              | Gunther Rodehau                 | Deutsche Demokratische Republik | 71,28          | 74,86          | –              | 74,86     |
| 3              | Karl-Hans Riehm                 | BR Deutschland                  | 74,56          | –              | –              | 74,56     |
| 4              | Harri Huhtala                   | Finnland                        | 73,22          | 74,28          | –              | 74,28     |
| 5              | Christoph Sahner                | BR Deutschland                  | 73,44          | x              | 72,42          | 73,44     |
| 6              | Giampaolo Urlando               | Italien                         | 72,06          | 69,86          | x              | 72,06     |
| 7              | Christopher Black               | Vereinigtes Königreich          | x              | 71,18          | x              | 71,18     |
| 8              | Mariusz Tomaszewski             | Polen                           | 70,62          | x              | 69,44          | 70,62     |
| 9              | Dave McKenzie                   | Vereinigte Staaten              | 69,24          | 67,22          | 69,94          | 69,94     |
| 10             | Richard Olsen                   | Norwegen                        | 67,62          | 68,58          | x              | 68,58     |
| 11             | John McArdle                    | Vereinigte Staaten              | x              | 64,44          | 66,18          | 66,18     |
| 12             | Hans-Martin Lotz                | Australien                      | x              | 66,14          | 65,42          | 66,14     |
| 13             | Fatmir Bajraktari               | Albanien                        | 61,22          | 61,72          | 64,48          | 64,48     |
|                | Jiří Chamrád                    | Tschechoslowakei                | x              | x              | x              | NM        |
| Ralf Haber     | Deutsche Demokratische Republik | x                               | x              | x              |                | NM        |
| Johann Lindner | Österreich                      | x                               | x              | x              |                | NM        |

## Finale
9. August 1983
| Platz | Athlet            | Land                            | 1. Versuch (m) | 2. Versuch (m) | 3. Versuch (m) | 4. Versuch (m)                         | 5. Versuch (m)                         | 6. Versuch (m)                         | Weite (m) |
| ----- | ----------------- | ------------------------------- | -------------- | -------------- | -------------- | -------------------------------------- | -------------------------------------- | -------------------------------------- | --------- |
|       | Sergei Litwinow   | Sowjetunion                     | 82,68          | 82,04          | 73,54          | 80,90                                  | 80,26                                  | 81,84                                  | 82,68 CR  |
|       | Jurij Sjedych     | Sowjetunion                     | 79,22          | 79,76          | 80,64          | 80,94                                  | 78,96                                  | x                                      | 80,94     |
|       | Zdzisław Kwaśny   | Polen                           | 77,38          | 79,42          | 79,16          | 76,44                                  | 76,40                                  | x                                      | 79,42     |
| 4     | Igor Nikulin      | Sowjetunion                     | 77,86          | 78,46          | x              | 78,96                                  | 79,34                                  | 77,74                                  | 79,34     |
| 5     | Gunther Rodehau   | Deutsche Demokratische Republik | x              | 76,04          | 74,80          | 77,08                                  | 75,36                                  | 76,12                                  | 77,08     |
| 6     | Klaus Ploghaus    | BR Deutschland                  | 76,96          | 76,12          | 75,26          | x                                      | 76,76                                  | 76,94                                  | 76,96     |
| 7     | Karl-Hans Riehm   | BR Deutschland                  | 76,92          | x              | 76,70          | 74,82                                  | 73,74                                  | x                                      | 76,92     |
| 8     | Emanuil Djulgerow | Bulgarien                       | 76,22          | 74,58          | 76,64          | 76,12                                  | x                                      | 75,38                                  | 76,64     |
| 9     | Juha Tiainen      | Finnland                        | 73,52          | 74,54          | 75,60          | nicht im Finale der besten acht Werfer | nicht im Finale der besten acht Werfer | nicht im Finale der besten acht Werfer | 75,60     |
| 10    | Harri Huhtala     | Finnland                        | 74,52          | 75,46          | 73,96          | nicht im Finale der besten acht Werfer | nicht im Finale der besten acht Werfer | nicht im Finale der besten acht Werfer | 75,46     |
| 11    | Christoph Sahner  | BR Deutschland                  | 70,60          | 71,26          | 72,86          | nicht im Finale der besten acht Werfer | nicht im Finale der besten acht Werfer | nicht im Finale der besten acht Werfer | 72,86     |
| 12    | Roland Steuk      | Deutsche Demokratische Republik | 72,10          | x              | x              | nicht im Finale der besten acht Werfer | nicht im Finale der besten acht Werfer | nicht im Finale der besten acht Werfer | 72,10     |

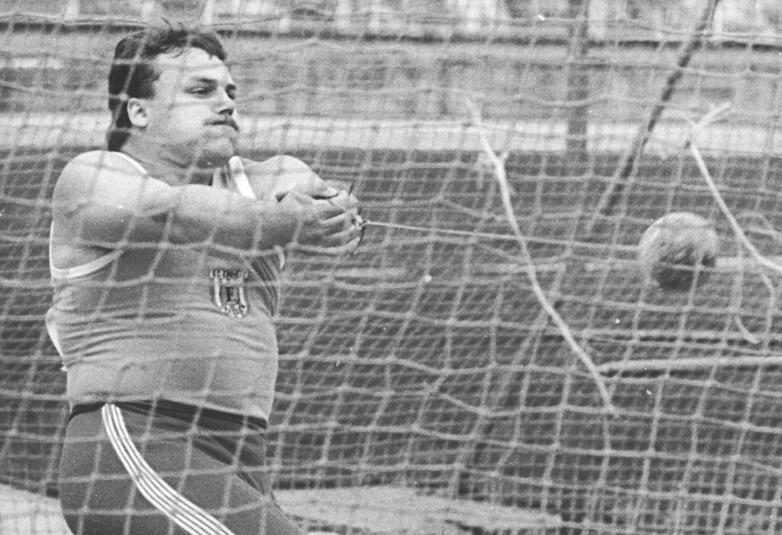
Gunther Rodehau kam auf den fünften Platz
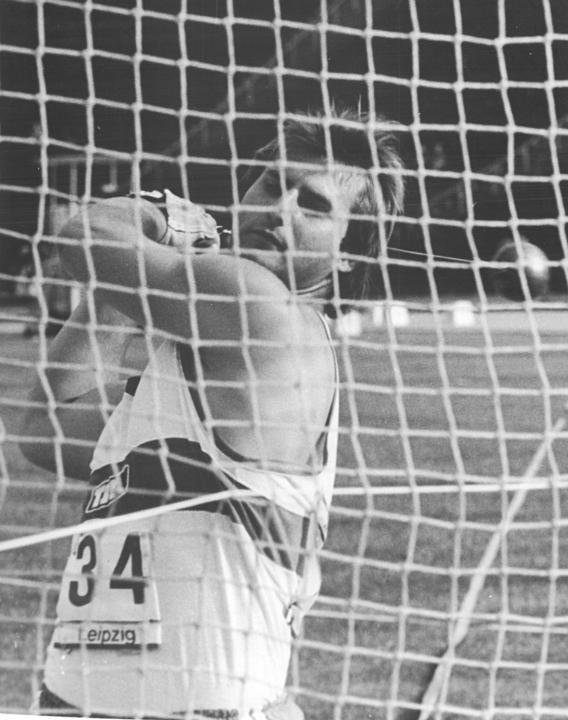
Der zwölftplatzierte Roland Steuk

## Video
- 1983 WORLD CHAMPIONSHIPS FINAL HAMMER THROW (25 attempts) auf youtube.com, abgerufen am 6. April 2020